# Idrissa Sylla
Idrissa Sylla (Conakry, 3 december 1990) is een Guinees voetballer. Hij is een aanvaller en speelt sinds september 2021 voor SC Farense. Voordien was hij actief bij onder meer Le Mans, Zulte Waregem, RSC Anderlecht en Queens Park Rangers.

## Carrière

### Jeugd
Idrissa Sylla voetbalde in zijn geboorteland Guinee voor Atlético de Coléah, toen hij in 2006 deelnam aan een toernooi dat georganiseerd werd door de bekende Guinese voetbalmakelaar Amadou Diaby. Op dat toernooi werd de aanvaller ontdekt door de Franse club Le Mans. In Frankrijk kreeg hij de bijnaam Waddle, omdat zijn speelstijl leek op die van de Engelsman Chris Waddle die aan het begin van de jaren 1990 voor Olympique Marseille voetbalde.

### Le Mans en Bastia
In het seizoen 2008/09 maakte de 18-jarige Sylla zijn debuut in het B-elftal van Le Mans. Een jaar later maakte hij ook deel uit van de A-kern van trainer Paulo Duarte, maar speelkansen op het hoogste niveau kreeg hij niet. Daarom besloot de club om hem in het seizoen 2010/11 uit te lenen aan derdeklasser SC Bastia. Sylla speelde regelmatig voor de Franse club uit het Championnat National. In 2011 werd Bastia kampioen met zeven punten voorsprong op Amiens. In de zomer van 2011 keerde de Guinese aanvaller terug naar Le Mans, dat inmiddels naar Ligue 2 gedegradeerd was en dus een reeksgenoot werd van Bastia.
Onder coach Arnaud Cormier, en diens opvolger Denis Zanko, groeide Sylla in het seizoen 2011/12 uit tot een vaste waarde. Met negen doelpunten werd hij net als Idir Ouali topschutter van het team. Le Mans sloot het seizoen uiteindelijk af op de zeventiende plaats, net boven de degradatiezone. Een jaar later kende Le Mans minder succes. Het team van Sylla zakte naar de achttiende plaats en degradeerde in 2013 naar de derde divisie.

### Zulte Waregem
In augustus 2013, net voor het sluiten van de transferperiode, tekende Sylla een contract bij de Belgische vicekampioen Zulte Waregem. De West-Vlaamse club betaalde zo'n 150.000 euro voor zijn transfer.
In de heenronde van het seizoen 2013/14 moest Sylla, die op 22 september 2013 tegen Oud-Heverlee Leuven zijn eerste doelpunt voor Zulte Waregem scoorde, zich tevreden stellen met een rol als invaller. Pas na de blessure van Mbaye Leye en het vertrek van Habib Habibou naar AA Gent kon hij een vaste plaats afdwingen in het elftal van trainer Francky Dury. Op 22 maart 2014 speelde hij met Zulte Waregem de bekerfinale. Sylla startte als linksbuiten in de basis en zag zijn team met 1-0 verliezen van KSC Lokeren. In de competitie kenden Sylla en Zulte Waregem meer succes. In de drie laatste wedstrijden van de reguliere competitie scoorde de Guineeër drie keer. Ook in de daaropvolgende play-offs speelde hij een belangrijke rol. Met vier treffers in negen wedstrijden zorgde hij er mee voor dat Zulte Waregem een seizoen later opnieuw aan de UEFA Europa League mocht deelnemen.
In die Europa League werd Zulte Waregem in de derde voorronde uitgeschakeld. De West-Vlaamse club verloor in de heenwedstrijd met 2-5 van het Wit-Russische Sjachtjor Salihorsk. De zo goed als overbodig geworden terugwedstrijd eindigde dankzij twee doelpunten van Sylla in een gelijkspel (2-2). Ook in de eerste wedstrijd van de Belgische competitie, tegen KV Kortrijk, was Sylla twee keer trefzeker. Zulte Waregem won het duel met 2-0 maar zakte nadien weg in het klassement. Na tien speeldagen belandde de club zelfs op de laatste plaats. Vanaf november 2014 begonnen Sylla en zijn ploegmaats aan een opmars. Zulte Waregem raakte uit de degradatiezone en klom nog voor de winterstop op naar de elfde plaats.

### RSC Anderlecht
Terwijl Sylla in januari 2015 met Guinee aan de Afrika Cup deelnam, onderhandelde zijn makelaar Mogi Bayat met Zulte Waregem over een transfer naar RSC Anderlecht. Ook Club Brugge en Wolverhampton Wanderers toonden interesse in de spits. Begin februari 2015 raakte bekend dat de transfer naar RSC Anderlecht rond was. Sylla tekende een contract voor 4,5 jaar bij de Brusselse club. Een half jaar eerder had ook zijn landgenoot Ibrahima Conté de overstap gemaakt van Zulte Waregem naar RSC Anderlecht.

## Statistieken[10]
| Seizoen | Club           | Land               | Competitie         | Competitie | Competitie | Coupe de France | Coupe de France | Supercup | Supercup | Europees | Europees | Coupe de la Ligue | Coupe de la Ligue | Totaal | Totaal |
| Seizoen | Club           | Land               | Competitie         | Wed.       | Dlp.       | Wed.            | Dlp.            | Wed.     | Dlp.     | Wed.     | Dlp.     | Wed.              | Dlp.              | Wed.   | Dlp.   |
| ------- | -------------- | ------------------ | ------------------ | ---------- | ---------- | --------------- | --------------- | -------- | -------- | -------- | -------- | ----------------- | ----------------- | ------ | ------ |
| 2009/10 | Le Mans        | Vlag van Frankrijk | Ligue 1            | 0          | 0          | 0               | 0               | —        | —        | —        | —        | 0                 | 0                 | 0      | 0      |
| 2010/11 | → SC Bastia    | Vlag van Frankrijk | National           | 27         | 7          | 0               | 0               | —        | —        | —        | —        | 2                 | 0                 | 29     | 7      |
| 2011/12 | Le Mans        | Vlag van Frankrijk | Ligue 2            | 25         | 9          | 1               | 0               | —        | —        | —        | —        | 2                 | 0                 | 28     | 9      |
| 2012/13 | Le Mans        | Vlag van Frankrijk | Ligue 2            | 27         | 5          | 1               | 0               | —        | —        | —        | —        | 1                 | 0                 | 29     | 5      |
| Seizoen | Club           | Land               | Competitie         | Competitie | Competitie | Beker           | Beker           | Supercup | Supercup | Europees | Europees | Overige           | Overige           | Totaal | Totaal |
| Seizoen | Club           | Land               | Competitie         | Wed.       | Dlp.       | Wed.            | Dlp.            | Wed.     | Dlp.     | Wed.     | Dlp.     | Wed.              | Dlp.              | Wed.   | Dlp.   |
| 2013/14 | Zulte Waregem  | Vlag van België    | Jupiler Pro League | 26         | 9          | 7               | 0               | —        | —        | 4        | 0        | —                 | —                 | 37     | 9      |
| 2014/15 | Zulte Waregem  | Vlag van België    | Jupiler Pro League | 20         | 5          | 2               | 2               | —        | —        | 4        | 2        | —                 | —                 | 26     | 9      |
| 2014/15 | RSC Anderlecht | Vlag van België    | Jupiler Pro League | 0          | 0          | 0               | 0               | 0        | 0        | 0        | 0        | —                 | —                 | 0      | 0      |
| 2015/16 | RSC Anderlecht | Vlag van België    | Jupiler Pro League | 30         | 7          | 1               | 0               | 0        | 0        | 4        | 0        | —                 | —                 | 34     | 7      |
| 2016/17 | RSC Anderlecht | Vlag van België    | Jupiler Pro League | 4          | 2          | 0               | 0               | —        | —        | 4        | 1        | —                 | —                 | 8      | 3      |
| Seizoen | Club           | Land               | Competitie         | Competitie | Competitie | FA Cup          | FA Cup          | Supercup | Supercup | Europees | Europees | League Cup        | League Cup        | Totaal | Totaal |
| Seizoen | Club           | Land               | Competitie         | Wed.       | Dlp.       | Wed.            | Dlp.            | Wed.     | Dlp.     | Wed.     | Dlp.     | Wed.              | Dlp.              | Wed.   | Dlp.   |
| 2016/17 | QPR            | Vlag van Engeland  | The Championship   | 32         | 10         | 0               | 0               | —        | —        | —        | —        | 1                 | 0                 | 33     | 10     |
| 2017/18 | QPR            | Vlag van Engeland  | The Championship   | 26         | 7          | 0               | 0               | —        | —        | —        | —        | 2                 | 0                 | 28     | 7      |
| 2018/19 | QPR            | Vlag van Engeland  | The Championship   | 3          | 0          | 0               | 0               | —        | —        | —        | —        | 0                 | 0                 | 3      | 0      |
| Seizoen | Club           | Land               | Competitie         | Competitie | Competitie | Beker           | Beker           | Supercup | Supercup | Europees | Europees | Overige           | Overige           | Totaal | Totaal |
| Seizoen | Club           | Land               | Competitie         | Wed.       | Dlp.       | Wed.            | Dlp.            | Wed.     | Dlp.     | Wed.     | Dlp.     | Wed.              | Dlp.              | Wed.   | Dlp.   |
| 2018/19 | Zulte Waregem  | Vlag van België    | Jupiler Pro League | 18         | 3          | 0               | 0               | —        | —        | —        | —        | —                 | —                 | 18     | 3      |
| 2019/20 | Zulte Waregem  | Vlag van België    | Jupiler Pro League | 0          | 0          | 0               | 0               | —        | —        | —        | —        | —                 | —                 | 0      | 0      |
| 2019/20 | → KV Oostende  | Vlag van België    | Jupiler Pro League | 0          | 0          | 0               | 0               | —        | —        | —        | —        | —                 | —                 | 0      | 0      |
| 2020/21 | 2              | Vlag van België    | Jupiler Pro League | 0          | 0          | 0               | —               | —        | —        | —        | —        | —                 | 2                 | 0      |        |
| TOTAAL  | TOTAAL         | TOTAAL             | TOTAAL             | 224        | 58         | 12              | 2               | 0        | 0        | 16       | 3        | 8                 | 0                 | 260    | 63     |

## Nationale ploeg
Sylla debuteerde in mei 2012 voor Guinee in een vriendschappelijke interland tegen Kameroen. Guinee won de oefeninterland met 1-2. In januari 2015 nam hij met zijn land deel aan de Afrika Cup in Equatoriaal-Guinea. Guinee eindigde in groep D op de tweede plaats, met evenveel punten en hetzelfde doelsaldo als Mali. Uiteindelijk werd er geloot om te bepalen welk land naar de kwartfinale mocht. Guinee won de loting en verloor vervolgens in de kwartfinale met 3-0 van Ghana.